# Fortezza di Hohenwerfen
La fortezza di Hohenwerfen è un castello che sorge a Werfen, sulle montagne 40 km a sud di Salisburgo, in Austria. 
La fortezza è circondata dalle Alpi di Berchtesgaden e dai monti di Tennen, gemella dell'imponente fortezza di Salisburgo (l'Hohensalzburg) dominante proprio la città di Salisburgo ed entrambe risalgono all'XI secolo.
Dopo che la fortezza è comparsa nel celebre film del 1969 Dove osano le Aquile, Hohenwerfen è comunemente conosciuta anche come "Il castello delle aquile". Oggi vi si arriva tramite una moderna funicolare che parte dal borgo di Werfen.

## Storia

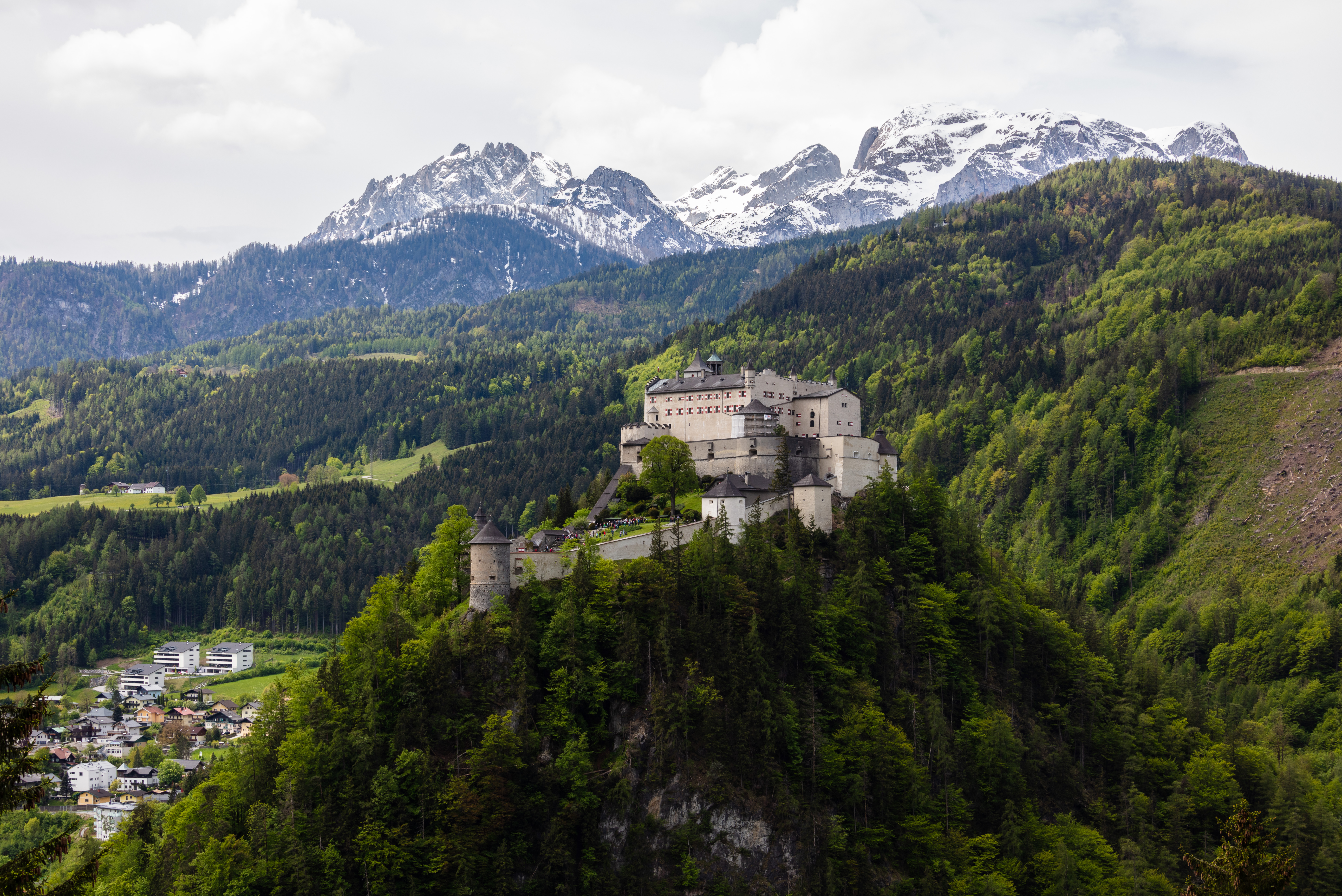
La fortezza di Hohenwerfen al tramonto.

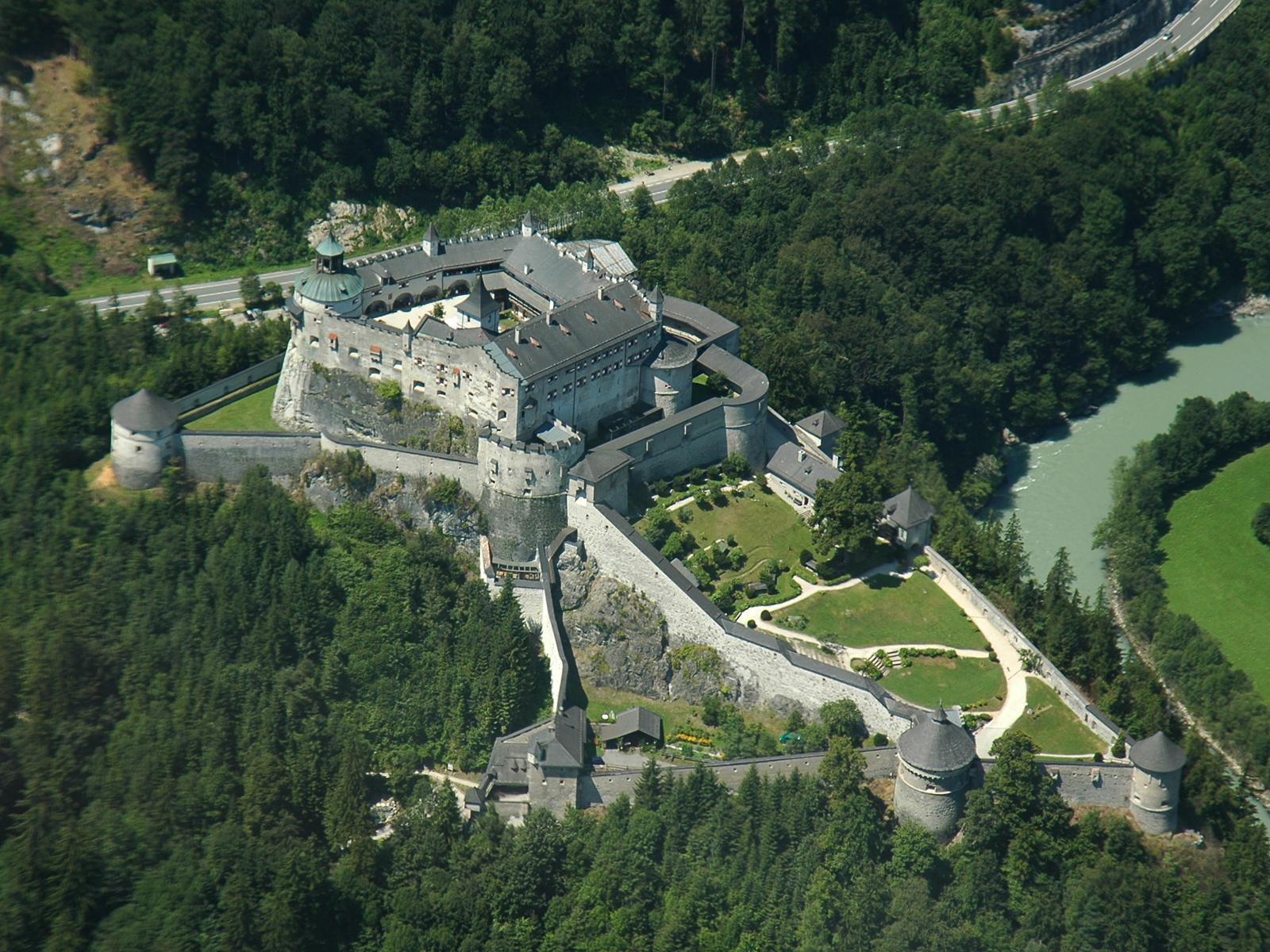
Veduta aerea della fortezza.

### Fortezza a scopo difensivo
La fortezza venne costruita tra il 1075 ed il 1078 durante il periodo della lotta per le investiture, per ordine di Gebhard von Helfenstein, principe-arcivescovo di Salisburgo, come un punto di controllo strategico posto su uno sperone naturale di 155 m sulla valle del Salzach.
Gebhard, alleato di papa Gregorio VII e dell'antiré Rodolfo di Svevia, aveva tre grandi castelli all'interno del proprio arcivescovato, che era uno dei più esposti dal punto di vista militare alle invasioni di re Enrico IV: La fortezza di Hohenwerfen, quella di Hohensalzburg ed il castello di Petersberg, a Friesach, nel ducato di Carinzia. Malgrado la resistenza, Gebhard venne espulso nel 1077 dai propri domini e poté tornare a Salisburgo solo nel 1086 per morire proprio a Hohenwerfen due anni più tardi. In particolar modo questa struttura vegliava sulle vie commerciali del sale, uniche rotte che attraversavano le Alpi collegando il cuore d'Europa all'Italia, e di conseguenza spesso prese di mira dai briganti.
La struttura iniziale non era come appare oggi, ma si trattava probabilmente di semplici costruzioni in legno a mero scopo di difesa e sorveglianza. Solo successivamente questa struttura embrionale venne ampliata e fortificata. Ciò nonostante la fortezza di Honenwerfen era tra le più all'avanguardia dell'epoca medievale. Si presume che Hohenwerfen abbia raggiunto la dimensione e la forma odierna solo nel XV° secolo. 
All’inizio del XVI° secolo i contadini diedero vita a tumultuose rivolte in tutta la regione, che ebbero conseguenze devastanti: le sommosse comportavano assedi, incendi e distruzioni. La fortezza ne uscì in gran parte distrutta. Sembra che durante il periodo delle rivolte la fortezza sia stata espugnata soltanto due volte: una grazie a un attacco a sorpresa guidato da Konrad von Goldegg, ed una per opera di cento contadini che poi incendiarono la fortezza. A seguito della dura repressione delle rivolte e della minaccia sventata, vennero messe al rogo e giustiziate migliaia di persone. Si dice che Hüttau, il fabbro ritenuto colpevole di aver forgiato le armi per i ribelli, fosse stato rinchiuso per sette anni al buio in una torre di Hohenwerfen. 
In seguito l’arcivescovo Matthäus Lang (1519-1540) decise di ricostruire la fortezza ampliandola ulteriormente e rafforzandone lo scopo difensivo. In questo periodo alla struttura originale vennero annesse anche la Piccola bastia, la torre Walzer e la “scala buia”.
Nei secoli successivi Hohenwerfen continuò a svolgere un ruolo di difesa per la città di Salisburgo come base militare e fu inoltre utilizzata come residenza di caccia per i principi-arcivescovi. Il castello venne pertanto esteso a partire dal XII secolo e nuovamente nel XVI secolo durante la Guerra dei contadini tedeschi, quando venne sfruttato per combattere gli agricoltori e i minatori che da sud si mossero verso la città tra il 1525 ed il 1526.
Esso venne usato anche come prigione di stato e si guadagnò una pessima reputazione per le condizioni disumane riservate ai prigionieri, sebbene questa fosse la prigione per eccellenza ove venivano incarcerati molti nobili e personaggi di spicco come l'arcivescovo di Salisburgo Adalberto III di Boemia (1198), il conte Albert von Friesach (1253), il governatore della Stiria Siegmund von Dietrichstein (1525) e l'arcivescovo Wolf Dietrich von Raitenau (1611), al quale la leggenda vuole che fosse stata fornita un'ampia selezione di oggetti d'argento per accompagnarne la prigionia.

### Dalla difesa all'estetica romantica
Sotto l'arcivescovado di Johann Jakob Khuen-Belasy (1560-1586) ci fu una nuova fase di ristrutturazione della fortezza, con un'attenzione maggiore verso l'estetica e orientata secondo i grandi modelli italiani. 
A partire dai primi anni del 1800 (1803) la fortezza di Hohenwerfen passò sotto la proprietà del regno bavarese, ed iniziò a cadere progressivamente in rovina dopo la sconfitta all'interno delle Guerre Napoleoniche. Solo nel 1824 il suo valore venne ripristinato, grazie all'arciduca Johann, fratello dell’imperatore, che decise di restaurare la fortezza con fini romantici, per farne il proprio castello di caccia. Durante questi lavori la dimora viene modificata in funzione dell'estetica e della bellezza, non più dell'importanza strategica del luogo. Nel 1898 il complesso fu acquistato dall’arciduca Eugenio, che continuò i lavori e ne fece la sua dimora principesca, arricchendo la fortezza con una grande collezione di opere d’arte e di armi.

### Dal nazismo a oggi
Nel 1931 la fortezza, che era di proprietà dell'arciduca Eugenio d'Asburgo-Teschen, venne gravemente danneggiata da un incendio e restaurata per essere venduta al Reichsgau di Salisburgo nel 1938. Si pensò di farne una prigione di massima sicurezza per ufficiali alleati ma poi gli si preferì il castello di Colditz; sin dal marzo 1939 fungeva invece da Gauschulungsburg, centro di formazione di gruppi nazionalsocialisti. Dopo la seconda guerra mondiale, la fortezza venne usata come campo d'addestramento per la gendarmeria federale austriaca (polizia rurale) sino al 1987.
Attualmente il castello è un museo aperto al pubblico e tra le sue più importanti attrazioni si ricordano la ricca armeria, la scuola di falconeria che offre dimostrazioni giornaliere e la tipica taverna medievale della fortezza, unica nel suo genere.

## Il museo di falconeria
Attualmente la fortezza ospita il rinomato Museo Austriaco di Falconeria, che rappresenta un'unicità nel panorama culturale europeo. Famose sono le dimostrazioni di falconeria che si tengono sulla fortezza nel periodo da aprile a novembre di ogni anno: falchi, avvoltoi e aquile vengono qui addestrati e fatti esibire in volo. Il museo ha l'obiettivo di raccontare in toto la vita nel medioevo, con tanto di degustazioni culinarie e manicaretti dell'epoca.

## La cappella
All'interno del complesso di Hohenwerfen c'è anche una cappella, chiama die Kappellenbastei. La struttura originale risale alla prima metà del XVI secolo, che venne ampliata in seguito, ed è una delle parti più antiche di tutta la struttura. Lo stile della struttura si rifà al romanico e l'altare è del 1650, opera di Konrad Schwarz, mentre la statua della Madonna con bambino che ne domina il centro è del 1480.

## Film e altre apparizioni
- La fortezza di Hohenwerfen, col nome di Schloss Adler, compare nel film Dove osano le aquile.
- La fortezza di Hohenwerfen appare nello sfondo di Tutti insieme appassionatamente[9] durante la canzone 'Do Re Mi', ed in un breve cameo nelle scene di apertura
- Immagini esterne del castello sono state usate per la miniserie TV Il magico regno delle favole.
- La fortezza appare nella serie L'uomo nell'alto castello, come quartier generale di Adolf Hitler.[10]
- Nella fortezza è ambientata la mappa “Der Eisendrache” della modalità zombi di Call of Duty: Black Ops III.

## Nella cultura di massa
Grazie all'apparizione in diversi film e contenuti di intrattenimento popolari, come Call of Duty, il castello di Hohenwerfen è diventato una meta turistica sempre più conosciuta anche al di fuori dei confini austriaci, questo anche grazie alle iniziative culturali promosse dal Museo e all'offerta di attività particolari per famiglie con bambini.

## L'area circostante
Il castello di Hohenwerfen sorge in un'area ricca di attrazioni turistiche naturali. Il castello è infatti totalmente circondato dalle vette della catena alpina, ricoperte di neve e di foreste in cui è possibile avventurarsi e compiere numerose escursioni. Sempre poco distanti dal castello sono le grotte di ghiaccio di Werfen, le più grandi del mondo e aperte al pubblico.